# Unione Sportiva Lecce 1974-1975
Questa voce raccoglie le informazioni riguardanti l'Unione Sportiva Lecce nelle competizioni ufficiali della stagione 1974-1975.

## Divise
| Casa | Casa (2ª versione) | Trasferta |

## Rosa
| N. |                   | Ruolo | Calciatore           |
| -- | ----------------- | ----- | -------------------- |
|    | Italia (bandiera) | P     | Francesco Moscarella |
|    | Italia (bandiera) | P     | Franco Miloro        |
|    | Italia (bandiera) | P     | Mario Amata          |
|    | Italia (bandiera) | P     | Emmerich Tarabocchia |
|    | Italia (bandiera) | D     | Michele Lorusso      |
|    | Italia (bandiera) | D     | Sergio Brio          |
|    | Italia (bandiera) | D     | Fortunato Barberio   |
|    | Italia (bandiera) | D     | Salvatore Di Somma   |
|    | Italia (bandiera) | D     | Venerando Rizza      |
|    | Italia (bandiera) | D     | Nicola Loprieno      |
|    | Italia (bandiera) | D     | Marcello Macrì       |
|    | Italia (bandiera) | D     | Pasquale Loseto      |
|    | Italia (bandiera) | D     | Antonio Tornese      |
|    | Italia (bandiera) | D     | Roberto Tamburella   |

| N. |                   | Ruolo | Calciatore         |
| -- | ----------------- | ----- | ------------------ |
|    | Italia (bandiera) | C     | Giorgio Zoff       |
|    | Italia (bandiera) | C     | Giuseppe Materazzi |
|    | Italia (bandiera) | C     | Flavio Del Barba   |
|    | Italia (bandiera) | C     | Giacomo Tafuro     |
|    | Italia (bandiera) | C     | Salvatore Merico   |
|    | Italia (bandiera) | C     | Saverio Toscano    |
|    | Italia (bandiera) | A     | Marco Povero       |
|    | Italia (bandiera) | A     | Gaetano Montenegro |
|    | Italia (bandiera) | A     | Antonio Rossi      |
|    | Italia (bandiera) | A     | Rolando Girotto    |
|    | Italia (bandiera) | A     | Corrado Nastasio   |
|    | Italia (bandiera) | A     | Angelo Carella     |
|    | Italia (bandiera) | A     | Roberto Marti      |